# مارگرت نیکولوا
مارگرت نیکولوا (بلغاری: Маргрет Николова ; متولد ۱۰ اکتبر ۱۹۲۸، صوفیه) یک خواننده پاپ بلغاری است. او در سال ۱۹۶۴ نشان هنرمند ارجمند بلغارستان را دریافت کرد. مارگرت نیکولوا در سال ۱۹۶۴ در جشنواره بین‌المللی آواز سوپوت اجرا و در آنجا مقام سوم را کسب کرد. وی در سال ۱۹۶۹ ترانه ای را همراه با کریل سموف با عنوان رؤیایی داشتم (به بلغاری: Сън сънувах) اجرا کرد که برنده جایزه بزرگ جشنواره Orpheus طلایی برای آهنگ بلغاری شد.